# سرعت و پیشروی

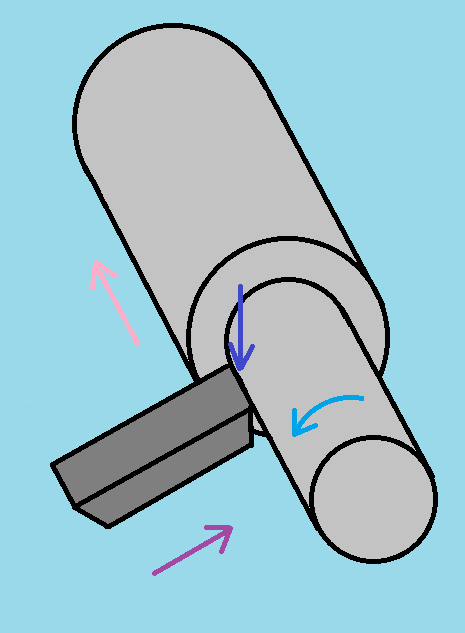
یک نقشه خطی که برخی از مفاهیم اولیه سرعت و پیشروی را در زمینه تراش کاری نشان می‌دهد. سرعت زاویه‌ای قطعه کار (دور/دقیقه) توسط ماشین‌کارها «سرعت دوک» نامیده می‌شود. خط مماس معادل آن در سطح قطعه کار (m/min یا sfm) توسط ماشین‌کاران «سرعت برش»، «سرعت سطح» یا به‌طور ساده «سرعت» نامیده می‌شود. «پیشروی» ممکن است برای محور X یا محور Z باشد (معمولاً میلی‌متر / دور یا اینچ / دور برای تراشکاری، گاهی اوقات به صورت میلی‌متر / دقیقه یا اینچ / دقیقه اندازه‌گیری می‌شود). توجه داشته باشید که وقتی ابزار به مرکز قطعه کار نزدیک‌تر می‌شود، سرعت اسپیندل یکسان باعث کاهش سرعت سطح (برش) می‌شود (زیرا هر دور نشان‌دهنده فاصله محیطی کمتری است، اما زمان یکسانی را می‌گیرد). اکثر ماشین‌های تراش CNC برای مقابله با کاهش طبیعی سرعت سطح ثابتی دارند که باعث افزایش سرعت دوک با فرورفتن ابزار می‌شود.

سرعت و پیشروی (به انگلیسی: speeds and feeds) به دو سرعت مجزا (سرعت برش و نرخ پیشروی) در طرزکار ماشین ابزار اشاره می‌کند. آن‌ها اغلب، به‌خاطر اثر ترکیبی‌شان روی فرایند برش، به‌عنوان یک جفت درنظرگرفته می‌شوند؛ با این حال، هر یک را نیز می‌توان در جای خود بررسی و آنالیز کرد.
سرعت برش (که به آن سرعت سطح یا به‌سادگی سرعت نیز می‌گویند)، اختلاف سرعت (سرعت نسبی) بین ابزار برش و سطح قطعه‌کار است که روی آن کار می‌کند. این سرعت در واحدهای «کل مسافت سطح قطعه‌کار در واحد زمان» بیان می‌شود، که معمولاً فوت سطح در دقیقه (sfm) یا متر در دقیقه (m/min) است.نرخ پیشروی (همچنین اغلب به عنوان یک ترکیب جامد، نرخ پیشروی، یا به‌سادگی پیشروی نامیده می‌شود)، سرعت نسبی است که در آن برش در طول قطعه‌کار پیش می‌رود و بردار آن عمود بر بردار سرعت برش است. واحدهای نرخ پیشروی به حرکت ابزار و قطعه‌کار بستگی دارد. وقتی قطعه‌کار می‌چرخد (مثلاً در تراشکاری و حفاری یا مته‌کاری)، واحدها تقریباً همیشه فاصله در هر دور دوک (اینچ در هر دور [in/rev یا ipr] یا میلی‌متر در هر دور [mm/rev]) هستند. وقتی قطعه‌کار نمی‌چرخد (مثلاً در فرزکاری)، واحدها معمولاً فاصله در هر زمان (اینچ در دقیقه [in/min یا IPM] یا میلی‌متر در دقیقه [mm/min]) هستند، هرچند فاصله در هر چرخش یا هر دندانه برش گاهی اوقات نیز استفاده می‌شود.
اگر بتوان متغیرهایی مانند «هندسه تیغه برش» و سختی «ماشین ابزار و تنظیم ابزار آن» را به‌طور ایده‌آل به حداکثر رساند (و به ثابت‌های ناچیز کاهش داد)، آنگاه تنها کمبود قدرت (برحسب کیلووات یا اسب بخار) در دسترس دوک از حداکثر استفاده پارامترهای سرعت و پیشروی ممکن برای هر ماده قطعه‌کار و مواد برش جلوگیری می‌کند؛ البته، در واقعیت، آن متغیرهای دیگر پویا بوده و قابل چشم پوشی نیستند، اما هنوز همبستگی بین توان موجود و پارامترهای سرعت و پیشروی به‌کار گرفته شده وجود دارد. در عمل، عدم‌سختی معمولاً محدودیت حدی است.
عبارات «سرعت و پیشروی» یا «پیشروی و سرعت» گاهی اوقات به‌صورت مجازی برای اشاره به جزئیات اجرای یک طرح استفاده می‌شود، که فقط تکنسین‌های ماهر (در مقایسه با طراحان یا مدیران) آن را می‌دانند.

## سرعت برش
سرعت برش ممکن است به‌عنوان نرخ در سطح قطعه کار، صرف نظر از عملیات ماشین‌کاری استفاده‌شده، تعریف شود. سرعت برش ۱۰۰ فوت در دقیقه برای فولاد نرم، چه سرعت عبور تیغه برش از روی قطعه کار (مانند یک عملیات تراشکاری)، چه سرعت حرکت برش از کنار قطعه کار (مانند یک فرزکاری)، یکسان است. شرایط برش بر مقدار سرعت این سطح فولاد نرم تأثیر می‌گذارد.
اگرچه «روی کدام سطح باید تمرکز کرد» موضوعی است که چندین پاسخ معتبر دارد، اما از نظر شماتیک، سرعت در سطح قطعه‌کار می‌تواند به‌عنوان سرعت مماسی در رابط ابزار و برش درنظرگرفته شود، یعنی اینکه مواد با چه سرعتی از لبه برش ابزار عبور می‌کنند. در حفاری و فرزکاری، قطر بیرونی ابزار یک سطح توافق‌شده گسترده‌است. در چرخش یا تراشکاری و حفاری یا مته‌کاری، سطح را می‌توان در هر دو طرف عمق برش، یعنی سطح شروع یا سطح پایانی، تعریف کرد، تا زمانی که افراد درگیر تفاوت را درک کنند، هیچ‌یک از این تعریف‌ها اشتباه نیستند. یک ماشین‌کار با تجربه این را به‌طور خلاصه به‌صورت «قطری که از آن می‌چرخد» در مقابل «قطری که به آن می‌چرخد» خلاصه کرد. او از «از» استفاده می‌کند، نه «به» و دلیل آن را توضیح داده و تصدیق می‌کند که برخی دیگر این کار را نمی‌کنند. منطق تمرکز بر بزرگترین قطر درگیر (قطر خارجی مته یا آسیاب انتهایی، قطر شروع قطعه‌کار تراش شده) این است که در اینجا با بالاترین سرعت مماسی با بیشترین تولید گرما، محرک اصلی سایش ابزار است.

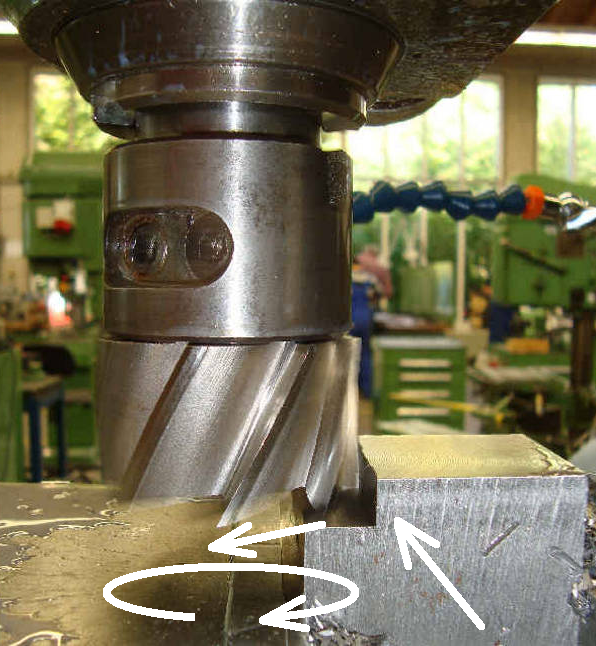
فرز برش پس از برش متوقف می‌شود. فلش‌ها بردارهای سرعت‌های مختلف را نشان می‌دهد که در مجموع به عنوان سرعت و پیشروی شناخته می‌شوند. فلش دایره‌ای نشان‌دهنده سرعت زاویه‌ای دوک است (دور/دقیقه) که توسط ماشین‌کاران «سرعت دوک» نامیده می‌شود. فلش مماسی نشان دهنده سرعت خطی مماسی (m/min یا sfm) در قطر بیرونی کاتر است که توسط ماشین‌کارها «سرعت برش»، «سرعت سطح» یا به سادگی «سرعت» نامیده می‌شود. فلش خطی با شکاف آسیاب شده نشان دهنده سرعت خطی است که در آن برش به صورت جانبی پیش می‌رود (معمولاً میلی‌متر در دقیقه یا اینچ در دقیقه برای فرزکاری؛ همچنین ممکن است به صورت میلی‌متر/ دور یا اینچ/ دور اندازه‌گیری شود). این سرعت توسط ماشین سازان «خوراک» نامیده می‌شود.

سرعت برش بهینه برای هر ماده و مجموعه‌ای از شرایط ماشین‌کاری وجود دارد و سرعت دوک (RPM) را می‌توان از این سرعت محاسبه کرد. عوامل مؤثر بر محاسبه سرعت برش عبارتند از:
- مواد در حال ماشین‌کاری (فولاد، برنج، فولاد ابزار، پلاستیک، چوب).
- موادی که تیغه برش از آن ساخته شده‌است (فولاد با درصد کربن بالا، فولاد پرسرعت (HSS)، کاربید، سرامیک و ابزار الماسی)؛[۵]
- طول‌عمر اقتصادی تیغه برش (هزینه خرد کردن مجدد یا خرید قطعه جدید، در مقایسه با مقدار قطعات تولید شده).

سرعت برش با این فرض محاسبه می‌شود که شرایط برش بهینه وجود دارد. این شامل:
- سرعت حذف فلز (برش‌های تکمیلی که مقدار کمی از مواد را حذف می‌کنند ممکن است با سرعت‌های بالا اجرا شوند).
- جریان کامل و ثابت سیال برش (خنک‌کننده و شستشوی تراشه مناسب)
- سختی دستگاه و نصب ابزار (کاهش لرزش یا صدای ضربات).
- تداوم برش (در مقایسه با یک برش قطع شده، مانند ماشین‌کاری مواد قطعه مربعی در دستگاه تراش).
- وضعیت مواد (پوسته اکسد کارخانه‌ای یا میل اسکیل، نقاط سخت ناشی از تشکیل چدن سفید در ریخته‌گری).

سرعت برش به‌عنوان مجموعه‌ای از ثابت‌ها، از طریق سازنده یا تامین‌کننده مواد قابل‌دسترس است.
سرعت برش ممکن است به‌عنوان نرخ در سطح قطعه کار، صرف نظر از عملیات ماشین‌کاری مورد استفاده، تعریف شود. متداول‌ترین مواد در کتاب‌ها یا نمودارهای مرجع موجود است، اما بسته به شرایط برش همیشه در وضعیت اصلاح هستند. جدول زیر سرعت‌های برش را برای انتخاب مواد رایج در یک مجموعه از شرایط نشان می‌دهد. این شرایط عبارتند از ابزار با طول عمر ۱ ساعت، برش خشک (بدون خنک‌کننده) و پیشروی متوسط، که ممکن است بسته به شرایط، نادرست به‌نظر برسند. برای مثال، اگر مایع خنک‌کننده کافی در دسترس باشد یا از درجه بهبودیافته HSS استفاده شود (مثلاً ترکیب شامل کبالت)، این سرعت‌های برش ممکن است تغییر کند.

## رتبه قابلیت ماشین‌کاری
در رتبه‌بندی قابلیت ماشین‌کاری یک ماده هدف این است که قابلیت ماشین‌کاری مواد مختلف کمی‌سازی شود. این کمی‌سازی به صورت درصد یا مقدار نرمال بیان می‌شود. مؤسسه آهن و فولاد آمریکا (AISI) با انجام آزمایش‌های تراشکاری با سرعت ۱۸۰ فوت سطح در دقیقه (sfpm)، رتبه قابلیت ماشین‌کاری را برای طیف گسترده‌ای از مواد تعیین کرد. سپس به‌طور قراردادی به فولاد 160 Brinell B1112 رتبه قابلیت ماشین‌کاری ۱۰۰ درصد اختصاص داده‌است. رتبه قابلیت ماشین‌کاری با اندازه‌گیری میانگین وزنی سرعت برش معمولی، سطح کار و عمر ابزار برای هر ماده تعیین می‌شود. توجه کنید که یک ماده با رتبه قابلیت ماشین‌کاری کمتر از ۱۰۰٪ نسبت به B1112 برای ماشین‌کاری سخت‌تر است و چنانچه بیش از ۱۰۰٪ باشد ماشین‌کاری آسان‌تر می‌شود.
رتبه‌بندی قابلیت ماشین‌کاری را می‌توان در معادله عمر ابزار تیلور، VTn = C، به منظور تعیین سرعت برش یا عمر ابزار استفاده کرد. مشخص است که B1112 دارای عمر ابزار ۶۰ دقیقه با سرعت برش sfpm100 است. اگر یک ماده دارای رتبه قابلیت ماشین‌کاری ۷۰٪ باشد، با توجه به موارد فوق می‌توان تعیین کرد که برای حفظ عمر ابزار یکسان (۶۰ دقیقه)، سرعت برش باید sfpm70 باشد (با فرض استفاده از همان ابزار).
هنگام محاسبه برای آلیاژهای مس، رتبه ماشین با فرض رتبه ۱۰۰ از SFM 600 به دست می‌آید. به عنوان مثال، برنز فسفر (درجات A-D) دارای رتبه قابلیت ماشین‌کاری ۲۰ است. این معنی می‌دهد که برنز فسفر با ۲۰ درصد سرعت SFM 600 یا SFM 120 کار می‌کند؛ با این حال، SFM 165 به‌طور کلی به عنوان رتبه‌بندی ۱۰۰٪ پایه برای درجه‌بندی فولادها پذیرفته شده‌است. سرعت برش بر حسب متر بر دقیقه طبق فرمول [πDN]/1000 است، که D قطر قطعه کار بر حسب متر یا میلی‌متر و N سرعت دوک بر حسب دور در دقیقه است.

## نرخ پیشروی
نرخ پیشروی، سرعتی است که تیغه برش با آن تغذیه می‌شود، یعنی در برابر قطعه کار پیشروی می‌کند. این در واحدهای فاصله در هر دور برای تراشکاری و حفاری بیان می‌شود (معمولا اینچ در هر دور [ipr] یا میلی‌متر در هر دور)؛ بنابراین می‌توان آن را برای فرزکاری نیز بیان کرد، اما اغلب با واحدهای فاصله در هر زمان برای فرزکاری بیان می‌شود (معمولاً اینچ در دقیقه [ipm] یا میلی‌متر در دقیقه). با در نظر گرفتن تعداد دندانه (یا فلوت) در تیغه برش، پس از آن می‌توان برای هر دندان بحث کرد.
نرخ پیشروی به موارد زیر بستگی دارد:
- نوع ابزار (یک مته کوچک یا یک مته بزرگ با سرعت بالا یا یک کاربید، یک ابزار جعبه یا فرورفتگی، یک ابزار با فرم نازک یا یک ابزار با فرم پهن، یک عاج کشویی یا یک عاج احاطه برجک.
- سطح مورد نظر.
- نیروی موجود در دوک یا اسپیندل (برای جلوگیری از توقف تیغه برش یا قطعه کار).
- سختی دستگاه و تنظیم ابزار (قابلیت سختی در برابر لرزش یا صدای ضربات).
- استحکام قطعه کار (نرخ پیشروی بالا باعث فرو ریختن لوله جدار نازک می‌شود).
- ویژگی‌های ماده برش داده شده و جریان تراشه به نوع ماده و نرخ تغذیه بستگی دارد. شکل ایده‌آل تراشه کوچک بوده، زود آزاد می‌شود و گرما را از ابزار و کار دور می‌کند.
- رزوه در هر اینچ (TPI) برای شیرآلات، سر قالب و ابزار رزوه‌کاری.
- عرض برش. هر زمان که عرض برش کمتر از نصف قطر باشد، یک پدیده هندسی به نام نازک‌شدن تراشه، بار واقعی تراشه را کاهش می‌دهد. برای جبران اثرات نازک‌شدن براده‌ها، برای بهره‌وری و جلوگیری از مالش کاهنده عمر ابزار، باید فیدرات‌ها را افزایش داد.

هنگام تصمیم‌گیری برای استفاده از نرخ پیشروی برای یک عملیات برش خاص، محاسبه برای ابزارهای برش تک‌نقطه‌ای نسبتاً ساده است؛ زیرا تمام کار برش در یک نقطه انجام می‌شود (مثلاً بوسیله یک دندانه انجام می‌شود). با یک ماشین فرزکار یا اتصال‌دهنده، که در آن ابزارهای برش چند نوکی/چند فلوتی درگیر هستند، نرخ پیشروی موردنظر به تعداد دندانه‌های تیغه برش و همچنین مقدار ماده هر دندانه تیغه برش بستگی دارد (به عنوان بار تراشه بیان شده‌است). هرچه تعداد تیغه‌های برش‌زنی بیشتر باشد، نرخ پیشروی مجاز بالاتر است: برای اینکه یک تیغه برش‌زنی کارآمد کار کند، باید مواد کافی را برای برش حذف کند، نه برای مالش و همچنین باید سهم نسبی خود را انجام دهد. نسبت سرعت دوک و نرخ پیشروی، میزان تهاجمی‌بودن برش و ماهیت تراشه تشکیل‌شده را کنترل می‌کند.